# Coccidencyrtus ochraceipes
Coccidencyrtus ochraceipes är en stekelart som beskrevs av Charles Joseph Gahan 1927. Coccidencyrtus ochraceipes ingår i släktet Coccidencyrtus och familjen sköldlussteklar.
Artens utbredningsområde är Bermuda. Inga underarter finns listade i Catalogue of Life.